# Santo Antônio de Posse (ort)
Santo Antônio de Posse är en ort i Brasilien.   Den ligger i kommunen Santo Antônio de Posse och delstaten São Paulo, i den sydöstra delen av landet, 800 km söder om huvudstaden Brasília. Santo Antônio de Posse ligger 669 meter över havet och antalet invånare är 18 148.
Terrängen runt Santo Antônio de Posse är lite kuperad. Runt Santo Antônio de Posse är det ganska tätbefolkat, med 134 invånare per kvadratkilometer.. Närmaste större samhälle är Mogi Mirim, 19,7 km norr om Santo Antônio de Posse.
Omgivningarna runt Santo Antônio de Posse är huvudsakligen savann.